# Freya Mavor
Freya Mavor (Glasgow, 13 agosto 1993) è un'attrice e modella britannica, conosciuta soprattutto in quanto interprete del ruolo di Mini McGuinness nella quinta e sesta stagione della serie britannica Skins, vincitrice del premio BAFTA.
È l'unica attrice scozzese che ha preso parte alla famosa serie di E4.

## Biografia
Mavor è nata a Glasgow ma è cresciuta a Edimburgo, nel distretto di Canonmills. Dai 9 ai 13 anni ha vissuto in Francia, a La Rochelle. Suo padre James è un pluripremiato drammaturgo che dirige il corso di sceneggiatura presso l'Università Napier. Suo nonno Ronald, figlio di James Bridie, è stato critico teatrale negli anni 60 e in seguito direttore della Scottish Arts Council. La ragazza ha dichiarato di essersi interessata alla recitazione quando aveva 10 anni, dopo aver visto Shining. Ha studiato alla Mary Erskine School, dove ha recitato negli spettacoli teatrali Il mercante di Venezia e in La tempesta di Shakespeare. Dal 2008 al 2014 è stata membro del National Youth Theatre. Amante della Francia e dei film indipendenti europei, nel 2012 si trasferisce a Parigi.

### Carriera

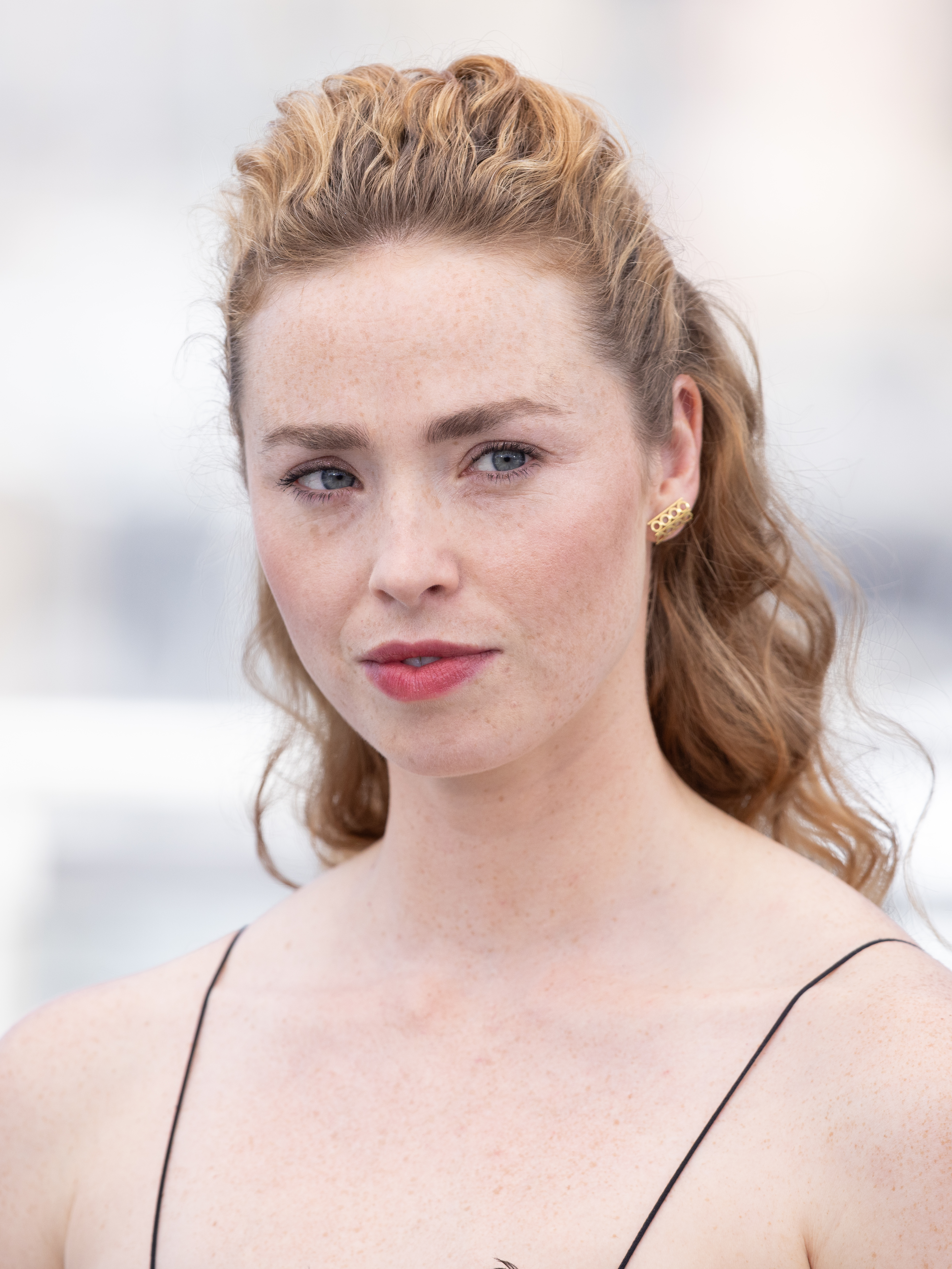
Mavor al Festival di Cannes 2025

Dopo il suo debutto televisivo all'età di 17 anni nel cast principale di Skins,  nel luglio 2012 Mavor è stata scelta per il ruolo di Nicola nella commedia romantica Not Another Happy Ending, diretta del regista scozzese John McKay. Nel 2013 ha ottenuto il ruolo di Liz in Sunshine on Leith, film musical ispirato alle canzoni della band scozzese The Proclaimers. Dopo essersi trasferita a Parigi, è stata protagonista del film francese del 2015 La Dame dans l'auto avec des lunettes et un fusil nel quale recita anche Elio Germano.
Nel 2013 torna in televisione per recitare in tre puntate della miniserie TV The White Queen nel ruolo di Elisabetta di York, seguita da un'altra serie in costume intitolata New Worlds nella quale Mavor veste i panni della protagonista femminile al fianco di Jamie Dornan e Joe Dempsie. In Francia, è apparsa nella popolare sitcom di Canal+ Casting(s).
Dal 2020 è nel cast della serie di HBO Industry. Nel 2025 interpreta Jeanne de Valois nella seconda stagione della serie di Canal+ Maria Antonietta.

### Moda
Nel campo della moda la Mavor è stata il volto della Pringle of Scotland per la campagna pubblicitaria primavera/estate 2011. Nel 2011 è stata inoltre eletta icona fashion scozzese.

## Filmografia

### Cinema
- Not Another Happy Ending, regia di John McKay (2013)
- Sunshine on Leith, regia di Dexter Fletcher (2013)
- La Dame dans l'auto avec des lunettes et un fusil, regia di Joann Sfar (2015)
- L'altra metà della storia (The Sense of an Ending), regia di Ritesh Batra (2017)
- Modern Life Is Rubbish, regia di Daniel Jerome Gill (2017)
- Morto tra una settimana (o ti ridiamo i soldi) (Dead in a Week: Or Your Money Back), regia di Tom Edmunds (2018)
- The Keeper, regia di Marcus H. Rosenmüller (2019)
- Caccia all'agente Freegard (Rogue Agent), regia di Adam Patterson e Declan Lawn (2022)
- My Policeman, regia di Michael Grandage (2022)

### Televisione
- Skins – serie TV, 18 episodi (2011-2012)
- The White Queen, regia di James Kent, Jamie Payne e Colin Teague – miniserie TV, 3 puntate (2013)
- New Worlds, regia di Charles Martin – miniserie TV (2014)
- Casting(s) – serie TV, 15 episodi (2013-2015)
- Agatha Christie - La serie infernale (The ABC Murders), regia di Alex Gabassi – miniserie TV (2018)
- C'era una seconda volta (Il était une seconde fois), regia di Guillaume Nicloux – miniserie TV (2019)
- Industry – serie TV, 10 episodi (2020-2024)
- Maria Antonietta (Marie Antoinette) – serie TV, 8 episodi (2025)

## Doppiatrici italiane
Nelle versioni in italiano delle opere in cui ha recitato, Freya Mavor è stata doppiata da:
- Letizia Ciampa in The White Queen, L'altra metà della storia, Agatha Christie - La serie infernale
- Rossa Caputo in Skins
- Emanuela Ionica in Morto tra una settimana (o ti ridiamo i soldi)
- Valentina Favazza in The Keeper
- Virginia Brunetti in C'era una seconda volta
- Katia Sorrentino in Caccia all'agente Freegard
- Benedetta Ponticelli in Maria Antonietta

## Curiosità
- Si è classificata 78ª nella lista delle "100 World's Sexiest Women 2012" stilata dalla rivista inglese FHM.[13]
- Nel 2013 Screen International l'ha nominata una delle "UK Stars of Tomorrow".[14]